# Трикарико (Матера)
Трикарико (итал. Tricarico) је насеље у Италији у округу Матера, региону Базиликата.
Према процени из 2011. у насељу је живело 4771 становника. Насеље се налази на надморској висини од 711 м.

## Географија
| Клима (Трикарико)        | Клима (Трикарико) | Клима (Трикарико) | Клима (Трикарико) | Клима (Трикарико) | Клима (Трикарико) | Клима (Трикарико) | Клима (Трикарико) | Клима (Трикарико) | Клима (Трикарико) | Клима (Трикарико) | Клима (Трикарико) | Клима (Трикарико) | Клима (Трикарико) |
| Показатељ \ Месец        | .Јан.             | .Феб.             | .Мар.             | .Апр.             | .Мај.             | .Јун.             | .Јул.             | .Авг.             | .Сеп.             | .Окт.             | .Нов.             | .Дец.             | .Год.             |
| ------------------------ | ----------------- | ----------------- | ----------------- | ----------------- | ----------------- | ----------------- | ----------------- | ----------------- | ----------------- | ----------------- | ----------------- | ----------------- | ----------------- |
| Средњи максимум, °C (°F) | 7,8 (46)          | 8,8 (47,8)        | 11,3 (52,3)       | 15,5 (59,9)       | 20,6 (69,1)       | 26,0 (78,8)       | 30,6 (87,1)       | 31,1 (88)         | 26,1 (79)         | 19,5 (67,1)       | 13,6 (56,5)       | 9,8 (49,6)        | 31,1 (88)         |
| Средњи минимум, °C (°F)  | 1,9 (35,4)        | 2,2 (36)          | 4,0 (39,2)        | 7,0 (44,6)        | 10,4 (50,7)       | 14,6 (58,3)       | 17,4 (63,3)       | 17,7 (63,9)       | 14,4 (57,9)       | 10,2 (50,4)       | 6,9 (44,4)        | 3,9 (39)          | 1,9 (35,4)        |
| [ тражи се извор ]       |                   |                   |                   |                   |                   |                   |                   |                   |                   |                   |                   |                   |                   |

## Становништво
| 1931. | 1936. | 1951. | 1961. | 1971. | 1981. | 1991. | 2001. | 2011. |
| ----- | ----- | ----- | ----- | ----- | ----- | ----- | ----- | ----- |
| 7.677 | 8.097 | 9.628 | 9.320 | 7.567 | 7.233 | 7.017 | 6.318 | 5.669 |